# Jeff Dowtin
Jeffrey «Jeff» Dowtin Jr. (Upper Marlboro, Maryland, 10 de mayo de 1997) es un jugador de baloncesto estadounidense que pertenece a la plantilla del Maccabi Tel Aviv de la Ligat ha'Al israelí. Con 1,91 metros de estatura, juega en la posición de base.

## Trayectoria deportiva

### Universidad
Jugó cuatro temporadas con los Rams  de la Universidad de Rhode Island, en las que promedió 11,0 puntos, 2,9 rebotes, 3,7 asistencias y 1,0 robos de balón por partido. En su último año promedió 13,9 puntos, 3,5 rebotes y 3,2 asistencias, que le valió para ser incluido en el tercer mejor quinteto de la Atlantic 10 Conference.

### Profesional
Tras no ser elegido en el Draft de la NBA de 2020, el 19 de diciembre de 2020 firmó un contrato con Orlando Magic, pero fue despedido el mismo día. El 24 de enero de 2021 firmaba como jugador afiliado con los Lakeland Magic de la NBA G League, donde disputó 15 partidos, promediando 5,5 puntos y 2,5 asistencias. Los Magic acabaron ganando el campeonato ante Delaware Blue Coats, con Dowtin anotando 8 puntos saliendo desde el banquillo.
El 8 de septiembre de 2021 volvió a fichar por Orlando Magic, pero fue nuevamente cortado tras jugar la pretemporada. El 18 de octubre fue reclamado por los Golden State Warriors, con los que firmó un contrato dual que le permite jugar además en su filial de la G League, los Santa Cruz Warriors. Hizo su debut en la NBA el 3 de noviembre de 2021 ante Charlotte Hornets. Pero fue cortado el 2 de enero de 2022, tras cuatro encuentros con el primer equipo.
El 7 de enero de 2022 firmó un contrato de diez días con los Milwaukee Bucks. El 12 de enero fue asignado a los Wisconsin Herd de la G League tras un partido con los Bucks. El 19 de enero, Lakeland Magic volvió a adquirir a Dowtin. Fue retirado del equipo el 28 de enero, pero fue readquirido el 1 de febrero. El 22 de marzo de 2022 firmó un contrato de diez días con Orlando Magic, y el 1 de abril, Lakeland lo volvió a adquirir.
El 19 de julio de 2022 firma un contrato dual con Toronto Raptors. Fue despedido el 20 de octubre.
El 2 de noviembre de 2023 se incorporó a los Delaware Blue Coats, y el 2 de marzo de 2024 firmó un contrato dual con los Philadelphia 76ers.
El 5 de agosto de 2025 firmó contrato con el Maccabi Tel Aviv de la Ligat ha'Al israelí.

## Estadísticas de su carrera en la NBA

### Temporada regular
| Año     | Equipo       | PJ | PT | MPP  | %TC  | %3P  | %TL   | RPP | APP | ROB | TPP | PPP |
| ------- | ------------ | -- | -- | ---- | ---- | ---- | ----- | --- | --- | --- | --- | --- |
| 2021-22 | Golden State | 4  | 0  | 7.0  | .500 | .000 | —     | 1.8 | .8  | .0  | .3  | 1.5 |
| 2021-22 | Milwaukee    | 1  | 0  | 3.0  | .000 | .000 | —     | .0  | .0  | .0  | .0  | .0  |
| 2021-22 | Orlando      | 4  | 0  | 19.3 | .263 | .143 | 1.000 | 2.8 | 1.8 | 1.3 | .0  | 3.3 |
| 2022-23 | Toronto      | 25 | 0  | 10.4 | .439 | .313 | .667  | .9  | 1.2 | .4  | .1  | 2.4 |
| 2023-24 | Philadelphia | 12 | 0  | 11.8 | .556 | .474 | .750  | 1.7 | 2.3 | .6  | .1  | 4.3 |
| 2024-25 | Philadelphia | 41 | 3  | 15.1 | .487 | .400 | .733  | 1.5 | 1.9 | .6  | .3  | 7.0 |
| Total   | Total        | 87 | 3  | 13.0 | .473 | .377 | .733  | 1.4 | 1.7 | .5  | .2  | 4.8 |

## Vida personal
Es hijo de Lesa y Jeffrey Dowtin Sr. y tiene una hermana llamada Jeleisa.